# Anthea Stewart
Anthea Dorine Stewart z domu Allin (ur. 20 listopada 1944 w Blantyre, Malawi) – zimbabwejska hokeistka na trawie, złota medalistka olimpijska.
Wraz z drużyną reprezentowała swój kraj na igrzyskach w Moskwie – w turnieju kobiet wywalczyły pierwsze miejsce, zdobywając jednocześnie pierwszy medal olimpijski w historii występów Zimbabwe na igrzyskach olimpijskich. Była nie tylko zawodniczką, ale także trenerem reprezentacji.
Jest matką Evana Stewarta (skoczka do wody) trzykrotnie reprezentującego Zimbabwe na igrzyskach olimpijskich.